# Усть-Белішево
Усть-Белі́шево (рос. Усть-Белишево, башк. Өсбәлеш) — присілок у складі Аургазинського району Башкортостану, Росія. Входить до складу Нагадацької сільської ради.
Населення — 57 осіб (2010; 55 в 2002).
Національний склад:
- башкири — 95%